# Rhyacia ledereri
Rhyacia ledereri är en fjärilsart som beskrevs av Nicolas Grigorevich Erschoff 1870. Rhyacia ledereri ingår i släktet Rhyacia och familjen nattflyn. Inga underarter finns listade.